# Stadtpfarrkirche Heilig Geist (Neuburg an der Donau)

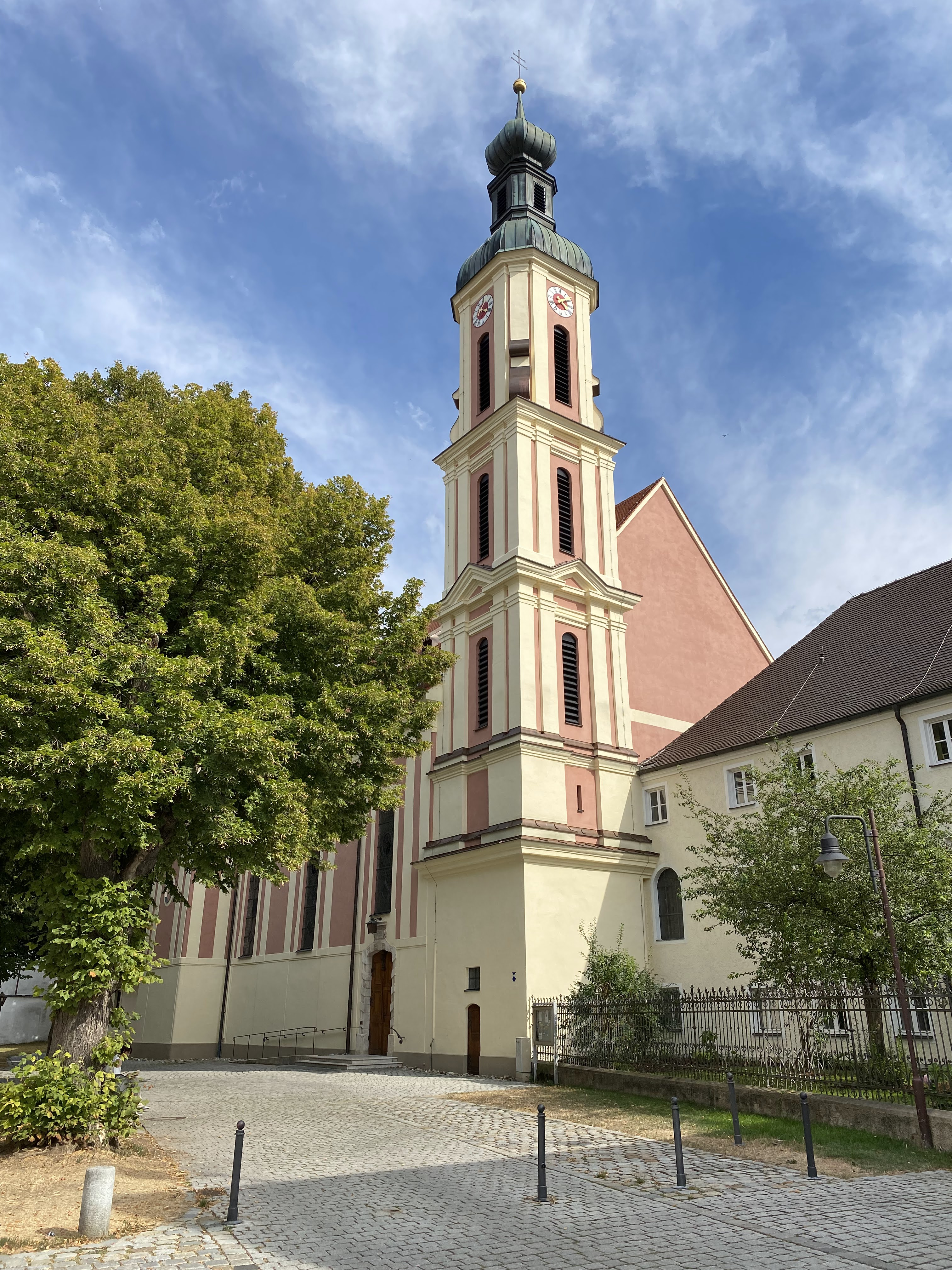
Die Heilig-Geist-Spitalkirche

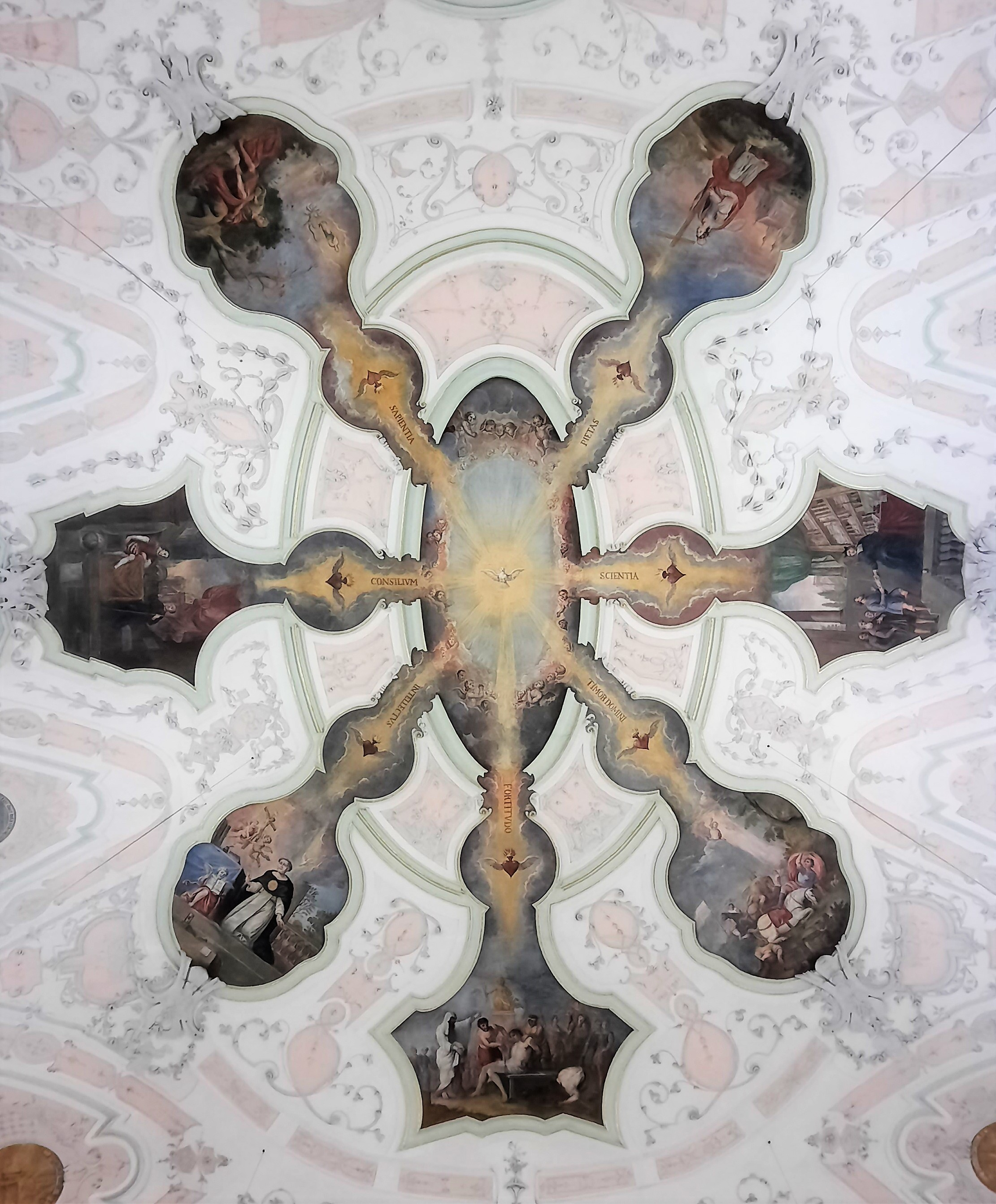
Fresko mit den sieben Gaben des Heiligen Geistes

Die römisch-katholische Spital- und Stadtpfarrkirche Heilig Geist in Neuburg an der Donau gehört zum Dekanat Neuburg-Schrobenhausen des Bistums Augsburg.

## Geschichte
Die Kirche hat ihre Ursprünge in der Kapelle des Spitals, das 1520 durch Adam von Törring gegründet wurde.
Unter Pfalzgraf Ottheinrich wurde sie eine protestantische Kirche, 1592 durch einen Neubau ersetzt und 1602 zur Pfarrkirche erhoben. Nach der Rekatholisierung durch Pfalzgraf Wolfgang Wilhelm 1614 blieb sie weiterhin Pfarrkirche. 1617 wurde sie rekonziliert und dem Heiligen Geist geweiht.
In den Jahren 1723 bis 1724 wurde die heutige Kirche neu gebaut. Der Baumeister war wohl Johann Puchtler. Es entstand ein geräumiger Saalbau mit eingezogenem, halbrund geschlossenen Chor. Nur das Untergeschoss des quadratischen Turms, der 1656 durch Johann Serro gebaut worden war, wurde beibehalten. Der Turm wurde 1737–1739 erhöht, ebenfalls durch Puchtler.
In den Jahren 1990/1991 fand eine grundlegende Innenrenovierung statt und von 2019 bis 2020 wurde sie erneut umfassend saniert.

## Ausstattung
Der Innenraum wurde 1724 von Matthias Abel mit Bandelwerkstuck und mit Fresken von Matthias Zink ausgeschmückt. Die Fresken zeigen Szenen aus dem Leben Christi, Mariens und des hl. Petrus.
Der Hochaltar wurde 1750 gestiftet und von Joseph Anton Breitenauer nach Entwurf von Matthias Seybold ausgeführt.

## Orgel

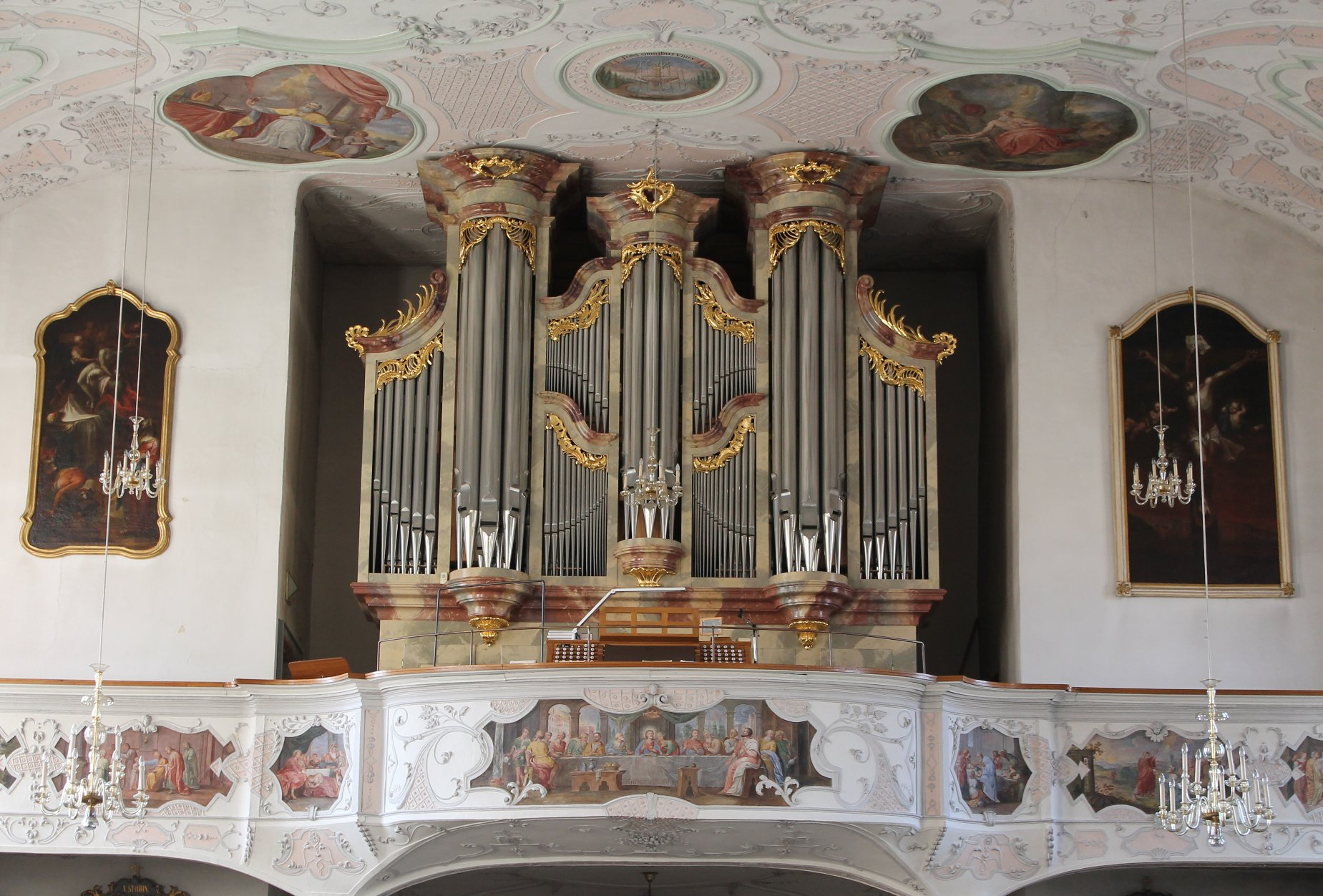
Die Link-Orgel von 1997

Die Orgel wurde 1997 von Orgelbau Link als Opus 1050 gebaut. Sie hat 47 Register auf drei Manualen und Pedal. Die Disposition lautet:
| I Hauptwerk C–g3 |       |
| Praestant        | 16′   |
| Principal        | 8′    |
| Holzflöt         | 8′    |
| Gedackt          | 8′    |
| Viola di Gamba   | 8′    |
| Octav            | 4′    |
| Rohrflöt         | 4′    |
| Quint            | 2 ⁄3′ |
| Superoctav       | 2′    |
| Mixtur IV–V      | 2′    |
| Cornett V        | 8′    |
| Trompete         | 8′    |

| II Positiv C–g3 |       |
| Praestant       | 8′    |
| Bourdon         | 8′    |
| Quintatön       | 8′    |
| Octav           | 4′    |
| Spitzflöt       | 4′    |
| Flageolet       | 2′    |
| Larigot         | 1 ⁄3′ |
| Sifflet         | 1′    |
| Sesquialter II  |       |
| Cromorne        | 8′    |
| Tremulant       |       |

| III Schwellwerk C–g3 |        |
| Bourdon              | 16′    |
| Principal            | 8′     |
| Flûte harmonique     | 8′     |
| Salicional           | 8′     |
| Vox coelestis        | 8′     |
| Octav                | 4′     |
| Traversflöt          | 4′     |
| Fugara               | 4′     |
| Nazard               | 2 ⁄3′  |
| Flautino             | 2′     |
| Terz                 | 1 3⁄5′ |
| Plein Jeu IV–V       | 2 ⁄3′  |
| Basson               | 16′    |
| Trompette harmonique | 8′     |
| Hautbois             | 8′     |
| Tremulant            |        |

| Pedal C–f1    |         |
| Principalbass | 16′     |
| Subbass       | 16′     |
| Quintbass     | 10 2⁄3′ |
| Octavbass     | 8′      |
| Gedecktbass   | 8′      |
| Cello         | 8′      |
| Octav         | 4′      |
| Bombarde      | 16′     |
| Posaune       | 8′      |
| Clairon       | 4′      |

- Koppeln:  II/I, III/I, III/II, I/P, II/P, III/P
- Spielhilfen: Registertraktur mechanisch mit zusätzlicher elektrischer Ansteuerung für 128-fache Setzeranlage (Doppelregistratur)
- Bemerkungen: Schleiflade, mechanische Spiel- und Registertraktur

## Geläut
Das vierstimmige Geläut hat ein „Christ ist erstanden“-Motiv. Die drei großen Glocken wurden 1954 von der Glockengießerei Czudnochowsky in Erding gegossen. Die kleinste stammt aus der Glockengießerei Wolfart in Lauingen.
| Nr. | Gussjahr | Schlagton |
| 1   | 1954     | e1        |
| 2   | 1954     | fis1      |
| 3   | 1954     | a1        |
| 4   | ~1930    | h1        |